# Symplocostomella javaensis
Symplocostomella javaensis is een rondwormensoort uit de familie van de Enchelidiidae.